# Verkehrsgemeinschaft Augsburg
Die Verkehrsgemeinschaft Augsburg (kurz VGA) ist ein ehemaliger Verkehrsverbund der Verkehrsbetriebe der Stadtwerke Augsburg (kurz SWA) und der Stadtwerke Gersthofen (kurz SWG). Die VGA bestand von 1977 bis 1999.
In den Verbund waren die Augsburger Straßenbahn sowie die Augsburger und Gersthofer Stadtbusse integriert. Die Kooperation umfasste einen unternehmensübergreifenden Beförderungstarif sowie die Herausgabe eines gemeinsamen Fahrplanbuchs und bei Änderungen ein Ergänzungsheft zum Fahrplanbuch.

## Geschichte
Die Verkehrsgemeinschaft Augsburg wurde im Oktober 1977 gegründet. Im Jahre 1985 kam mit dem Augsburger Verkehrs- und Tarifverbund (kurz AVV) ein zweiter Verbund mit Sitz in Augsburg hinzu. Anders als die auf den öffentlichen Personennahverkehr im Augsburger Stadtbereich ausgerichtete VGA deckte der AVV ursprünglich nur das Augsburger Umland ab (Regionalbusverkehr), so dass beide Verkehrsverbünde als getrennte Systeme nebeneinander bestanden.
Zum 1. Januar 1994 wurde die erste Stufe eines Gemeinschaftstarifs von VGA und AVV eingeführt und damit der bisher erhobene S-Zuschlag für den Innenraum abgeschafft. Die Fahrgäste konnten fortan mit ihrer VGA- beziehungsweise AVV-Kundenkarte alle öffentlichen Verkehrsmittel im sogenannten Innenraum, das heißt den Zonen 10 und 20, zum gleichen Tarif nutzen. Zum 1. September 1995 löste der AVV-Gemeinschaftstarif trotz verschiedener Streitigkeiten im Vorfeld schließlich den vormaligen VGA-Tarif vollständig ab.
Durch die fortschreitende Integration des Augsburger Verkehrsverbunds wurde die VGA schließlich obsolet und 1999 mit der Kündigung des Verbundvertrages durch die Stadtwerke Augsburg aufgelöst. Die einseitige Auflösung des Kontrakts zog einen jahrelangen Rechtsstreit um die Einnahmenverteilung zwischen den beiden Verkehrsunternehmen beziehungsweise deren Nachfolgegesellschaften Augsburger Verkehrsgesellschaft (kurz AVG) und Gersthofer Verkehrsgesellschaft (kurz GVG) nach sich. Ausgehend von der 2003 erfolgten Gründung der AVG verschwand das VGA-Logo bis 2006 nach und nach von den Augsburger Fahrzeugen und Haltestellen, und mit Gründung der GVG im Jahr 2006 auch von den Gersthofer Fahrzeugen.
Vierteljährlich erschien die kostenlose „VGA Zeitung“. Diese Werbezeitung informierte über die Geschichte der Stadtwerke Augsburg Verkehrsbetriebe, über aktuelle Aktionen, Änderungen und Neuerungen bei der VGA, sowie über die Funktion, Technik und weitere Informationen von den Augsburger Bussen und Straßenbahnen. Der Nachfolger der „VGA Zeitung“, ist die „WIR ...für Sie“ Zeitung der Stadtwerke Augsburg, mit allen Betriebszweigen der Stadtwerke Augsburg.
Heute erfolgt der gesamte öffentlichen Personennahverkehr in der Stadt und Region Augsburg innerhalb des AVV.